# Nenad Brnović

Nenad Brnović (en serbe cyrillique : Ненад Брновић) né le 18 janvier 1980 à Titograd (auj. Podgorica) est un footballeur monténégrin, international yougoslave qui évoluait au poste de milieu de terrain.

## Carrière
Nenad Brnović joue successivement dans les équipes suivantes : FK Zabjelo, Hajduk-Rodic MB Kula, Mladost Apatin, FK Zeta Golubovci,  FK Partizan Belgrade, FK Rad Belgrade, FK Budućnost Podgorica, Padideh FC en Iran, FK Mogren Budva, KS Vllaznia Shkodër, FK Lovćen Cetinje et FK Zeta Golubovci.
Il est sélectionné en équipe de Serbie-et-Monténégro de 2002 à 2005.